# Kehnert
Kehnert là một đô thị thuộc huyện Stendal, bang Sachsen-Anhalt, Đức. Đô thị Kehnert có diện tích 9,3 km², dân số thời điểm ngày 31 tháng 12 năm 2006 là 379 người.